# Émeric Crucé
Émeric Crucé (1590-1648) foi um político e escritor francês, conhecido por sua obra Nouveau Cynée (1623), um tratado pioneiro sobre relações internacionais.